# Nemapogon clematella
Nemapogon clematella är en fjärilsart som beskrevs av Fabricius 1781. Nemapogon clematella ingår i släktet Nemapogon och familjen äkta malar. Inga underarter finns listade i Catalogue of Life.